# شهرستان تایکانگ
شهرستان تایکانگ (به لاتین: Taikang County) یک شهرستان‌های جمهوری خلق چین در چین است که در ژوکو واقع شده‌است. شهرستان تایکانگ ۱٬۷۵۹ کیلومتر مربع مساحت و ۱٬۳۹۰٬۰۰۰ نفر جمعیت دارد.